# Park Narodowy Yasuni
Park Narodowy Yasuní (hiszp. Parque nacional Yasuni) – największy park narodowy w Ekwadorze położony w prowincjach Orellana i Pastaza. Został utworzony 26 lipca 1979 roku i zajmuje obszar 10 227,36 km². Od 1989 roku jest rezerwatem biosfery UNESCO. W 2008 roku został zakwalifikowany przez BirdLife International jako ostoja ptaków IBA, a w 2017 roku został wpisany na listę konwencji ramsarskiej. 

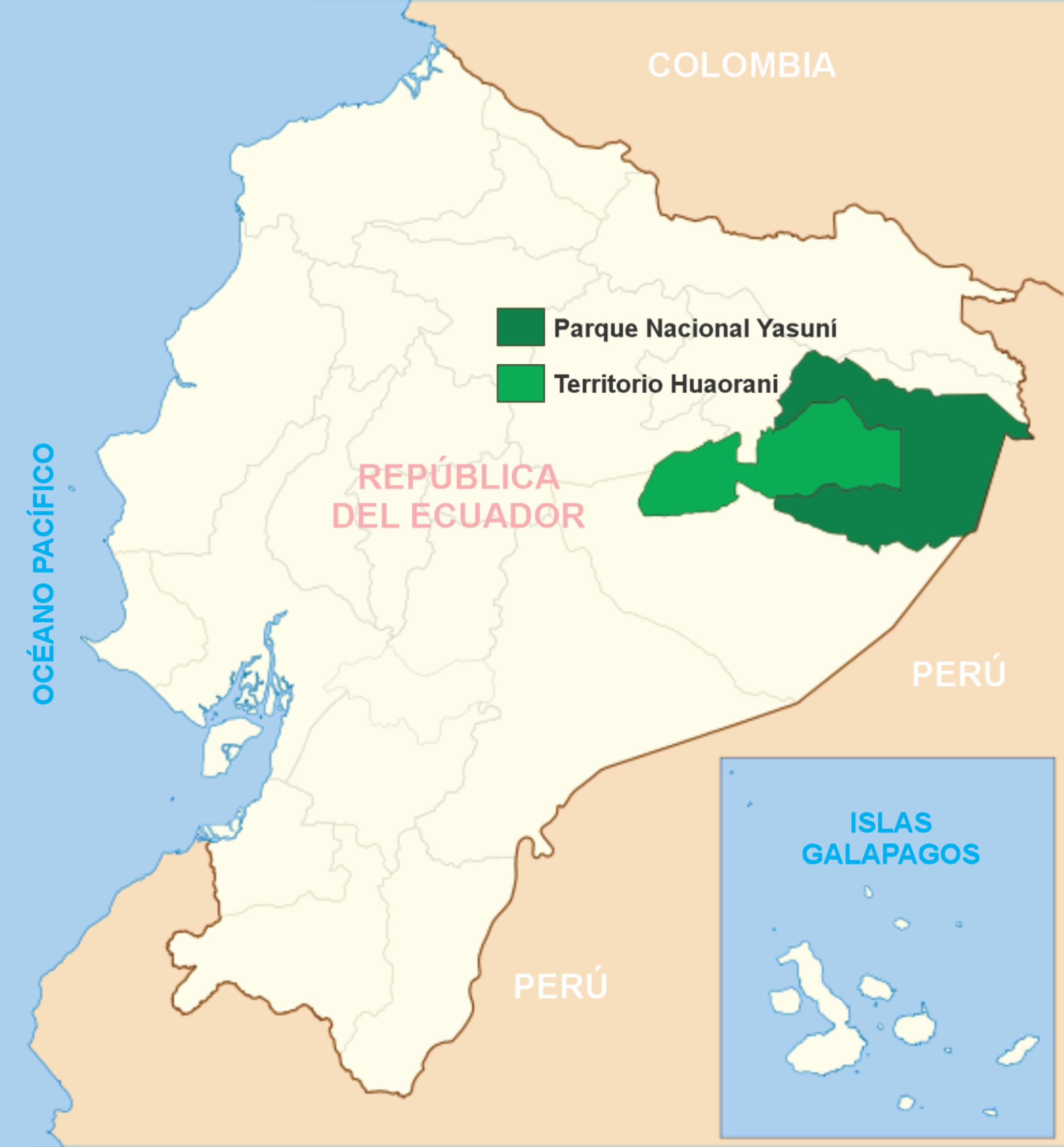
Mapa parku z zaznaczonym terytorium plemiona Huaorani

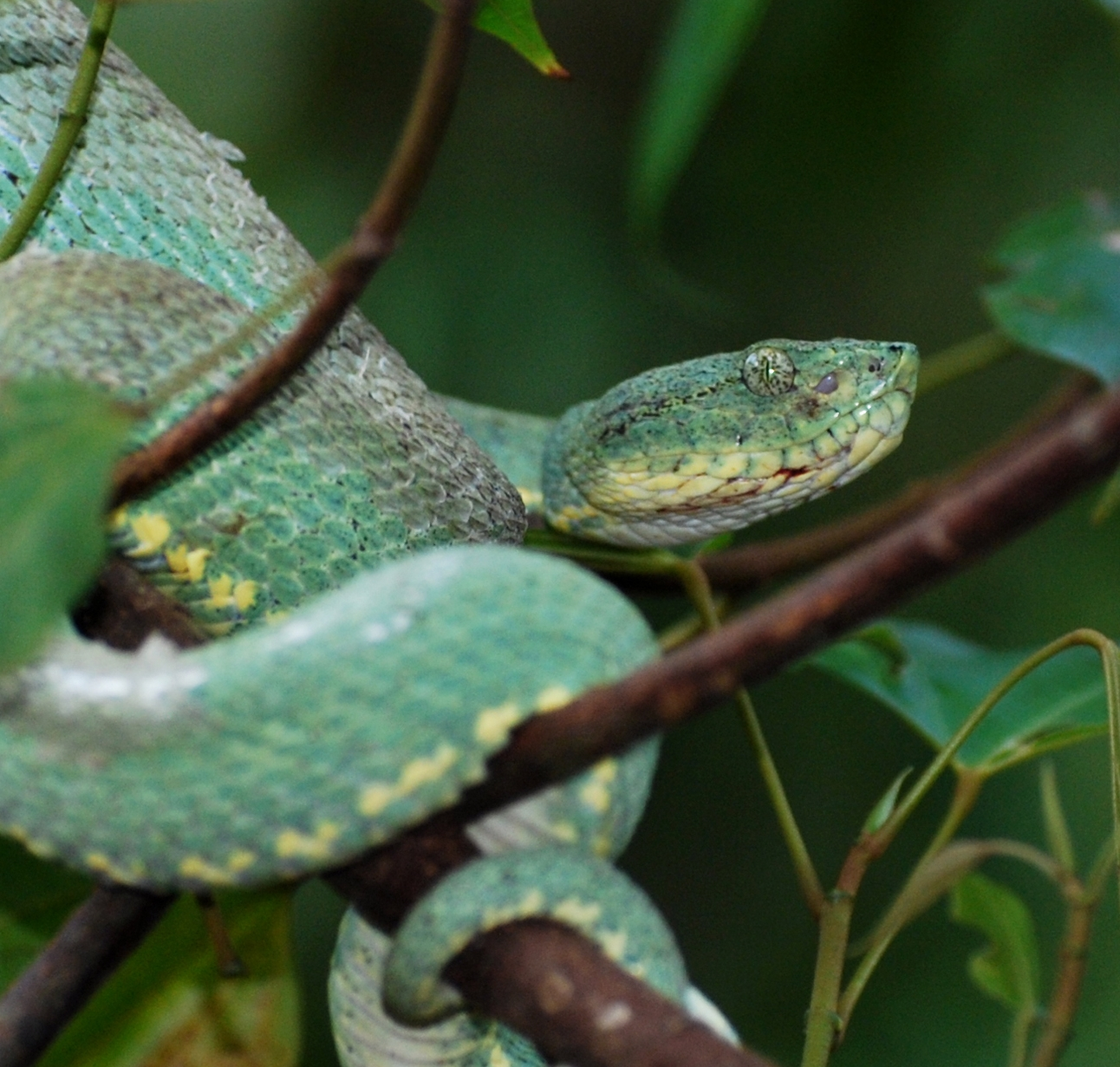
Wąż Bothriopsis bilineata smaragdinus

## Opis
Park obejmuje zachodni fragment puszczy amazońskiej w dorzeczu rzek Napo i Curaray. Jest to jedno z najbardziej bioróżnorodnych miejsc na Ziemi. Park jest też ojczyzną dwóch plemion Indian Ameryki Południowej nieutrzymujących kontaktów ze światem zewnętrznym.  Aby je chronić, w 1999 roku, utworzono zamkniętą dla działalności gospodarczej strefę o nazwie Tagaeri-Taromenane.
Temperatura w parku waha się od +24 °C do +27 °C. Opady wynoszą średnio 3200 mm rocznie.

## Flora
W parku odnotowano ponad 2500 gatunków roślin naczyniowych, w tym wiele endemicznych.  Rosną tu narażone na wyginięcie (VU) cedrzyk wonny, Nautilocalyx glandulifer i Reldia multiflora, a także m.in.: Cedrelinga cateniformis, Otoba glycycarpa, Osteophloeum platyspermum, Terminalia amazonia, Mauritia flexuosa, woniawiec balsamowy, Platymiscium stipulare.

## Fauna
W parku zarejestrowano 204 gatunki ssaków (w tym 12 gatunków małp), 610 gatunków ptaków (19 endemicznych), 121 gatunków gadów, 150 gatunków płazów (w tym 20 endemicznych) i ponad 250 gatunków ryb.
Z ssaków żyją tu zagrożone wyginięciem (EN) arirania amazońska, inia amazońska, sotalia amazońska i czepiak czarci, narażone na wyginięcie (VU) manat rzeczny, tapir amerykański, pekari białobrody i wełniak brunatny, a także m.in.: jaguar amerykański, puma płowa, wydrak długoogonowy, saki szara, saki równikowa, tamaryna siodłata, Saguinus tripartitus, wyjec rudy, hirara amerykańska, pekariowiec obrożny, wampir zwyczajny, owocowiec skrzaci, kolczakowiec nizinny, aguti czarny, paka nizinna, kapibara wielka, pancernik dziewięciopaskowy.
Ptaki występujące w parku to narażone na wyginięcie (VU) harpia wielka i ara zielona, a także m.in.: czubacz białosterny, harpia gujańska, gardlinek brązowogrzbiety, gruchacz siwoskrzydły, lasówka niebieska.

## Indianie

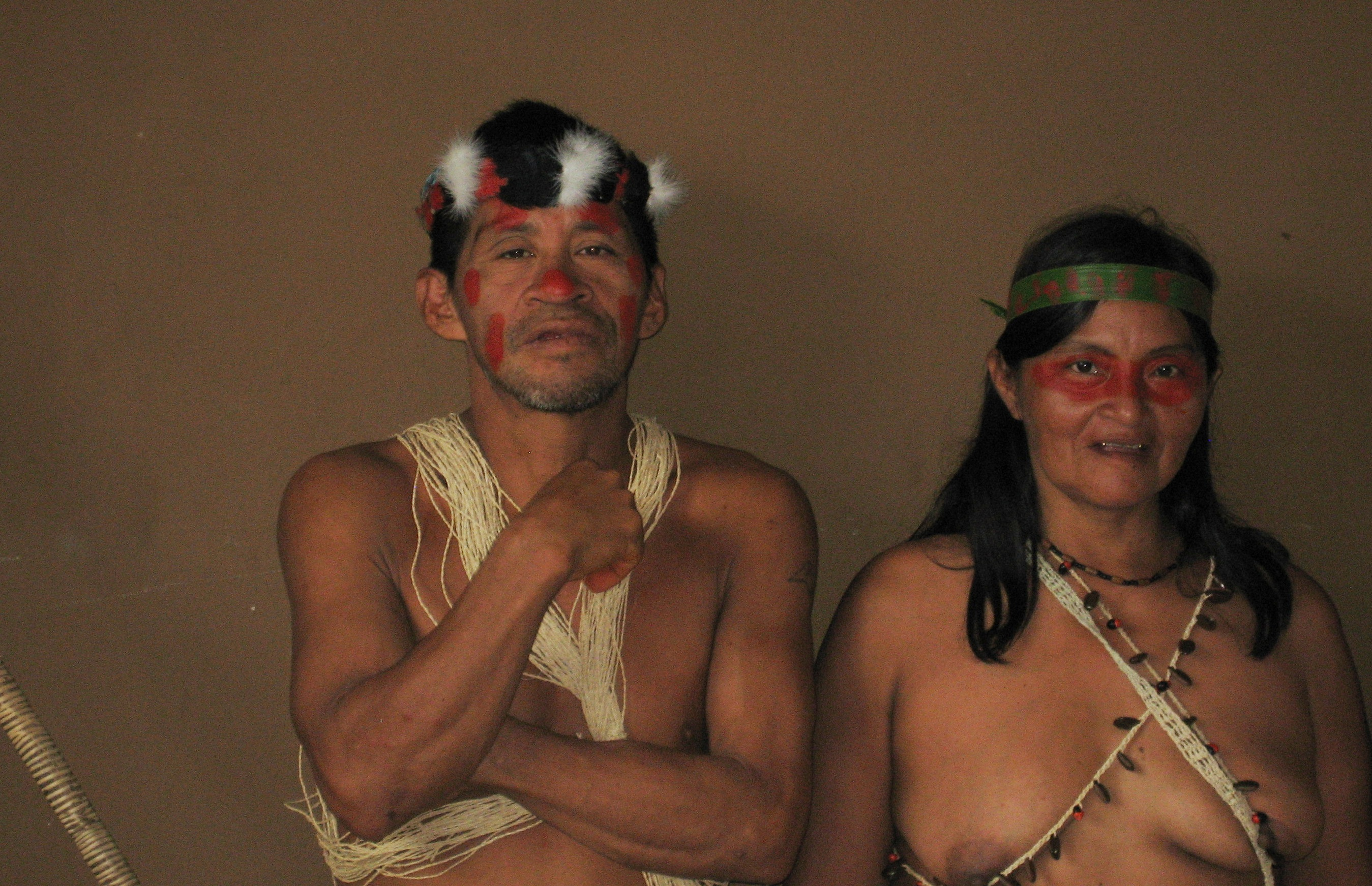
Przedstawiciele plemienia Huaorani

Yasuní jest zamieszkiwane przez przedstawicieli dwóch Indiańskich grup etnicznych: Kiczua i Huaorani (zwani również Waorani). Pierwotnymi mieszkańcami są jednakowoż Huaorani. Dodatkowo żyją tam dwa plemiona nie utrzymujące kontaktów ze światem zewnętrznym – Taromenane i Tagaeri, o których przypuszcza się, że są spokrewnieni z Huaorani. Pierwotnie Huaorani byli ludem łowców-zbieraczy, którzy uprawiali też ogrody leśne.
Pierwsze wzmianki o żyjących w Yasuní agresywnych Indianach pochodzą z przełomu XIX i XX wieku. Do pierwszego pokojowego kontaktu między przedstawicielami szczepu Huaorani a ludźmi z zewnątrz doszło dopiero w 1958 roku. Do tego momentu Indianie byli znani z ataków oszczepami na pracowników firm wydobywczych i próbujących się z nimi skontaktować misjonarzami.
Szacuje się, że przed 1958 rokiem ponad połowa śmierci mężczyzn i ok. jednej trzeciej śmierci kobiet ze szczepu Huaorani było wynikiem zabójstw dokonanych przez innych Huaorani. Dodatkowo, ok. 8% zginęło z rąk obcych, których Huaorani nazywali kohouri, czyli „nie-ludzie" bądź „kanibale". Z powodu tej rzadko spotykanej agresji Huaorani byli i nadal są nazywani przez Indian Kiczua „auca", czyli „dzicy".

## Yasuní-ITT
Na arenie międzynarodowej Yasuní pojawiło się po wystąpieniu prezydenta Ekwadoru, Rafaela Correi przed Zgromadzeniem Ogólnym ONZ w 2007 z tzw. inicjatywą Yasuní-ITT (od nazw 3 pól naftowych wewnątrz parku). Celem tej inicjatywy było przekonanie wspólnoty międzynarodowej do zrekompensowania Ekwadorowi strat w zamian za gwarancję, że jego rząd zrezygnuje z wydobycia ropy naftowej z pól Ishpingo, Tambococha i Tiputini (zawierających ok. 850 milionów baryłek ropy, czyli 20% znanych złóż w Ekwadorze). W ten sposób cele rozwojowe Ekwadoru miałyby być pogodzone z koniecznością ochrony środowiska naturalnego, klimatu i Indian.
W sierpniu 2013 Rafael Correa ogłosił, że Ekwador wycofuje się z inicjatywy i zezwoli na wydobycie ropy na polach Ishpingo, Tambococha i Tiputini. Jako powód podał brak wsparcia ze strony wspólnoty międzynarodowej.